# Pete Terrace
Pour les articles homonymes, voir Pedro Gutierrez.
 (septembre 2020).
La mise en forme du texte ne suit pas les recommandations de Wikipédia : il faut le « wikifier ».
Les points d'amélioration suivants sont les cas les plus fréquents. Le détail des points à revoir est peut-être précisé sur la page de discussion.
- Les titres sont pré-formatés par le logiciel. Ils ne sont ni en capitales, ni en gras.
- Le texte ne doit pas être écrit en capitales (les noms de famille non plus), ni en gras, ni en italique, ni en « petit »…
- Le gras n'est utilisé que pour surligner le titre de l'article dans l'introduction, une seule fois.
- L'italique est rarement utilisé : mots en langue étrangère, titres d'œuvres, noms de bateaux, etc.
- Les citations ne sont pas en italique mais en corps de texte normal. Elles sont entourées par des guillemets français : « et ».
- Les listes à puces sont à éviter, des paragraphes rédigés étant largement préférés. Les tableaux sont à réserver à la présentation de données structurées (résultats, etc.).
- Les appels de note de bas de page (petits chiffres en exposant, introduits par l'outil «  Source ») sont à placer entre la fin de phrase et le point final[comme ça].
- Les liens internes (vers d'autres articles de Wikipédia) sont à choisir avec parcimonie. Créez des liens vers des articles approfondissant le sujet. Les termes génériques sans rapport avec le sujet sont à éviter, ainsi que les répétitions de liens vers un même terme.
- Les liens externes sont à placer uniquement dans une section « Liens externes », à la fin de l'article. Ces liens sont à choisir avec parcimonie suivant les règles définies. Si un lien sert de source à l'article, son insertion dans le texte est à faire par les notes de bas de page.
- La présentation des références doit suivre les conventions bibliographiques. Il est recommandé d'utiliser les modèles {{Ouvrage}}, {{Chapitre}}, {{Article}}, {{Lien web}} et/ou {{Bibliographie}}. Le mode d'édition visuel peut mettre en forme automatiquement les références.
- Insérer une infobox (cadre d'informations à droite) n'est pas obligatoire pour parachever la mise en page.

Pour une aide détaillée, merci de consulter Aide:Wikification.
Si vous pensez que ces points ont été résolus, vous pouvez retirer ce bandeau et améliorer la mise en forme d'un autre article.
Pete Terrace, de son vrai nom Pedro Gutierrez, alias Peter Gutierrez est né le 6 février 1927 à New York (État de New York, États-Unis). Il partage sa passion entre l'écriture musicale et son interprétation : c'est un compositeur, arrangeur, vibraphoniste, batteur et percussionniste de Latin jazz et de jazz afro-cubain qui a connu ses heures de gloire avec le cha-cha-cha et le boogaloo. Il a également réalisé de nombreux arrangements latins de titres d'autres compositeurs et dirigé en tant que leader plusieurs formations de jazz.

## Biographie
Né de parents portoricains le 6 février 1927, Pedro Gutierrez baigne dans la musique dès son plus jeune âge : son père est disc jockey à New York et Miami. Son frère Ray Terrace deviendra lui aussi musicien de Latin jazz, c'est un batteur percussionniste accompli et reconnu dans les années 1960.

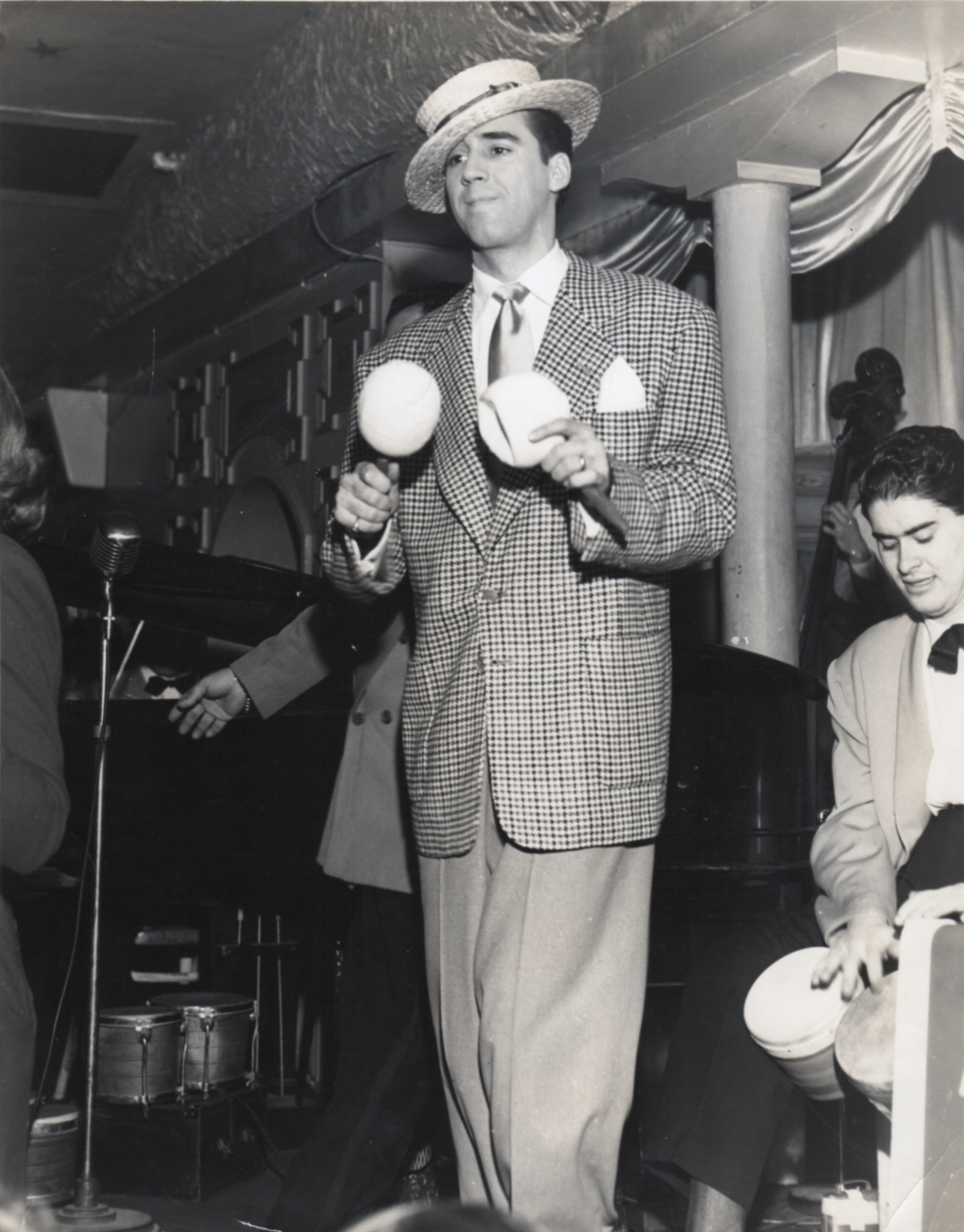
C’est dans l’orchestre du leader Pupi Campo (Sur la photo) en que le jeune Pete va faire des rencontres décisives pour sa carrière débutante.

### Musicien d'orchestre à 13 ans
C'est âgé de seulement 13 ans qu'il va débuter dans l'univers musical en 1940. Le groupe El Sexteto Caney lui fournit son premier engagement en tant que musicien d'orchestre, puis il enchaînera avec les orchestres et différentes formations de jazz : The Sensemaya Kids, Jose Curbelo, Ralph Font, Noro Morales et Juanito Sanabria.
Entre 2 concerts, il trouve tout de même le temps de réaliser des études dans une grande école assurant des formations au commerce (Commercial High School), avant d'effectuer 18 mois de service militaire dans l'US Army.
À son retour à la vie civile, autour de 1947, il se choisit un pseudonyme à consonance américaine Pete Terrace et devient le batteur attitré de Bartolo Hernandez. On le retrouve également dans les formations musicales de Buddy Rich, Joséphine Baker et Pupi Campo où il fait la connaissance de Joe Loco, pianiste lui aussi d'origine portoricaine sur le départ pour fonder son propre groupe : le Joe Loco Quintet avec Julio Andino (contrebasse), Bobby Flash (Bongos) et Freddie Engel (Congas y Timbales).
Pour situer l’univers dans lequel, on évolue et qui ne dit plus rien au gens de nos jours, Pupi Campo était une vedette de Seeco Records, maison de disque de New-York, spécialisé dans les "latin américain hits". Elle publiait aussi les disques de Noro morales, Pepito Torres, Leo Marini, Armando and his Jack’s Band, Bobby Capó, Eva Garza, Chucho Martinez, The Polyphonics, et bien d’autres. Secco a réalisé un catalogue très éclectique de jazz, de music hall, et d’albums de cabaret.

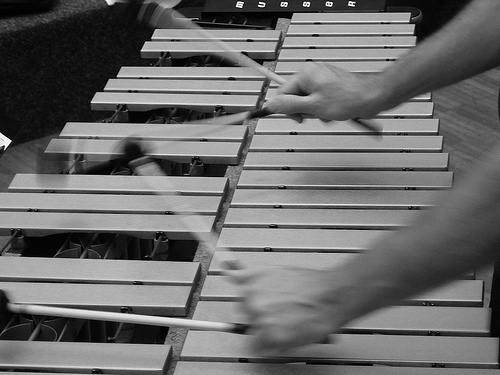
À partir de 1952, Pete Terrace devient un vibraphoniste émérite et reconnu de Latin jazz que convoitera George Goldner, le fondateur de la maison de disques Tico Records.

Ainsi courant 1952, Pete Terrace rejoint cette nouvelle formation qui vient de signer chez Tico Records. Ils enregistrent abondamment et publieront 6 albums de Mambo en l'espace de 2 ans et demi. Toujours avec Joe Loco (piano), Julio Andino (contrebasse), Bobby Flash (bongos et percussions) et Freddy Eagles (timbales), il enregistre comme vibraphoniste, percussionniste et arrangeur 3 disques avec Fantasy Records en 1954 et 1955 sous le prête-nom de Pete Terrace Quintet.
Ces 3 LP sont en fait en grande partie les albums de Joe Loco, alors que ce dernier est toujours en contrat avec Tico Records mais en froid avec George Goldner (ekk), le manageur de cet empire du disque des années 1950. Goldner avait autorisé cette entorse au contrat en échange d'un pourcentage sur les ventes, dont finalement il gardera l'entière profitabilité. Ce dernier, joueur invétéré a contracté de nombreuses dettes de jeux qui l'acculeront à une faillite personnelle et le conduiront à être dans l'obligation de vendre son groupe de maisons de disques pour rembourser ses créanciers de jeux : quand Joe loco découvrit ses intentions, son comportement, et ses malversations, il décide de quitter Tico Records et refuse d'honorer sa signature de contrat qui le lie encore pour l'enregistrement de nouveaux albums durant 2 années (1954 et 1955). La maison de disques sera vendue à Morris Levy qui l'incorpore dans Roulette Records.
Invitation, le seul extrait en single EP 45 paru chez Fantasy sort en 1954 avec le titre Dinah en face « B ». Ce disque contribuera grandement à faire connaitre Pete Terrace auprès du public sous son propre nom. Les 2 autres albums ne bénéficieront pas de sortie single.

### George Goldner,Tico Recordset le succès naissant

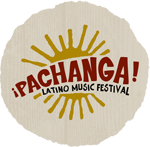
Le logo du "Pachanga Latino Music Festival Logo" en 2015 qui prouve que ce style musical dansant est toujours dans le paysage musical.

Sa carrière de leader de formation musicale démarre réellement en 1956 avec sa signature avec la maison de disques Tico Records et la publication de son album A Night in Mambo Jazzland qui contient le hit Shangri-La. La publication précédemment des 3 LP chez Fantasy lui donne des ailes pour assumer et affirmer son rôle de leader de formation de jazz. George Goldner qui avait repéré son grand talent de vibraphoniste au sein du groupe de Joe Loco alias le Pete Terrace Quintet, voit en lui un grand potentiel qui se traduira par 9 albums consécutifs parus sur ce label.
Sur l'album collectif Basic Cha Cha Cha (1957), Pete Terrace nous délivre 4 titres très empreints de jazz dont Poor People Of Paris. Ce morceau instrumental reprend en partie le thème musical de La goualante du pauvre Jean de René Rouzaud pour les paroles et Marguerite Monnot pour la musique. La ligne mélodique y est interprétée au vibraphone et donne cours à une libre interprétation.
En 1959, il enregistre le disque  My One And Only Love et en 1960 Cole Porter In Latin America. Ces 2 albums sont le fruit de la nouvelle stratégie marketing de Goldner qui a toujours de grands projets pour lui et qui veut transformer notre Pete Terrace en une version tendre et romantique de Joe Loco, un de ses regrettés poulains Latin jazz. Mais cela ne fonctionnera pas et notre leader vibraphoniste décide de quitter Tico Records.
En 1961, sort son dernier album pour le label Tico : le LP Baila la Pachanga. C'est un album de Pachanga très abouti, précurseur de la salsa et du boogaloo avec une section de cuivres omniprésente, riche en harmonies latines dont la qualité musicale sera reconnue. Il marque sa consécration dans l'univers Latin jazz : aujourd'hui encore il reste certainement comme le meilleur album de Latin jazz qu'il est enregistré. On peut notamment admirer toute la palette cristalline de jeu de Pete Terrace au vibraphone sur le morceau Stella by starlight.

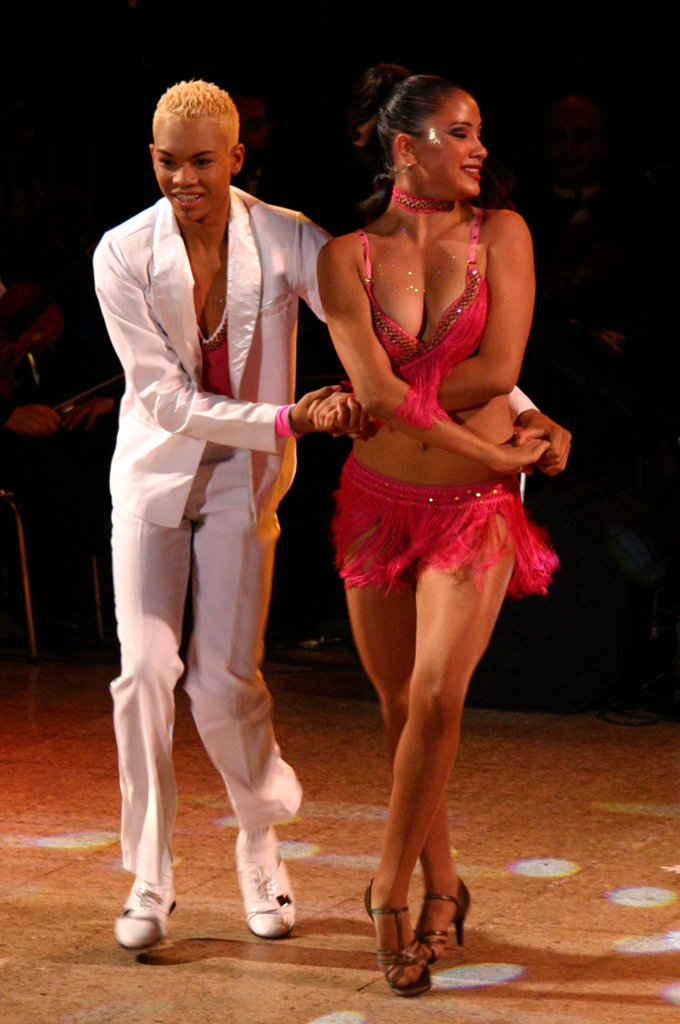
L'amateur de danses latines trouvera certainement son bonheur dans le répertoire très vaste de Pete Terrace qui ne demande qu'à être redécouvert : mambos, boléros, cha-cha-cha, Latin jazz à tendance salsa, pachanga, boogaloo.

Le style musical s’installe avec des vedettes comme Tito Puente, Johnny Pacheco Y Su Orquesta, Joe Cotto Y Su Orquesta, Kito Velez & Sus Estrellas, Ray Terrace (le frère de Pete), Eddie Palmieri, Orlando Marin, Randy Carlos, Lou Perez, Boby Montez, Belisario Lopez, Arsenio Rodriguez…

### Parenthèse et déboires avec les maisons de disques
En 1961, il est approché par Strand Records, distribuée Decca Records pour refaire un album de cha-cha-cha et figure dans les premiers artistes qui ont signé avec le label. Mais comme on va le voir ci-après, il ne sait pas encore chez qui il a mis les pieds…
Le LP Dance Percussion sort cette même année et revient ainsi à des sonorités latines plus rythmiques et percutantes. Cet album propose une vision conceptuelle du cha-cha-cha dans le monde avec une sélection de titres majeurs de plusieurs pays réorchestrés en cha-cha-cha d'où son titre complet : Dance Percussion - Around The World Cha Cha Cha.
Strand était un label new-yorkais qui a commencé comme un label à plein tarif distribué par Decca, mais qui s'est rapidement spécialisé dans les sorties de disques à faible coût ("Low budget’s séries"). Il était à l'origine situé, en 1959, au 680 de la Cinquième Avenue à New York, mais en 1960, il avait déménagé au 157 West 57th Street, New York. Le vinyle avait tendance à être épais et bon marché, avec de nombreuses imperfections. Une grande partie de la production de l'étiquette - mais pas la totalité - était du "remplissage de poubelles à bon marché". Comme pour beaucoup d'autres labels à bas prix, la philosophie semblait être "tout pour vendre des disques", et si cela signifiait tromper le public acheteur, qu'il en soit ainsi. Et même cela signifiait aussi utiliser la pratique éprouvée de l'industrie consistant à ne pas payer les artistes - ou même à ne pas leur dire que leur disque était sorti, ce qui fonctionnait aussi pour gruger les artistes. Les exemples ne manquent pas, comme la sortie d'un album de Virtues intitulé Guitar Boogie Shuffle, le nom de leur tube, alors que la chanson n'était même pas sur l'album ! Et certains albums annoncés en stéréo étaient un version "mono", ce qui n’a pas du tout été apprécié par les acheteurs.

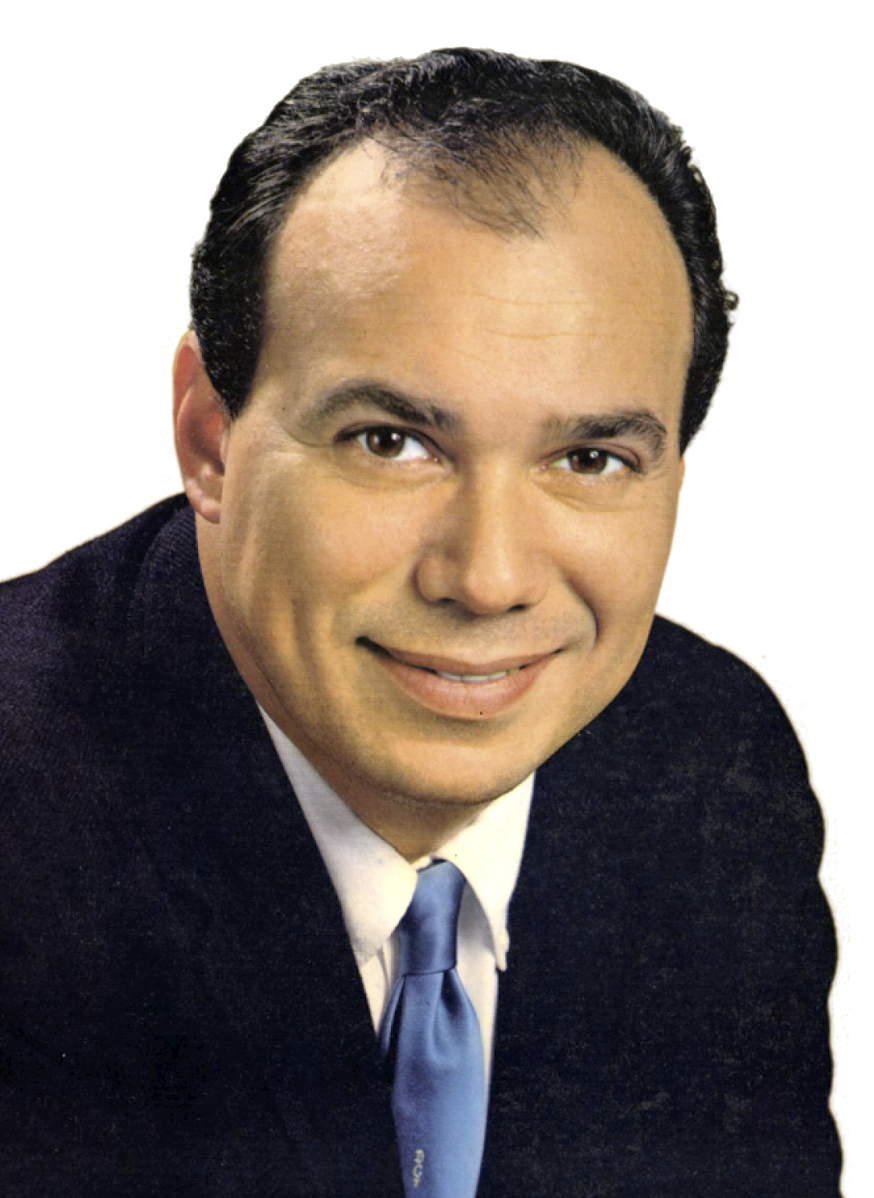
Don Costa, manager de la "Don Costa Productions Inc." et producteur de Pete Terrace durant la période "Coolpix Records", qui succédera à la période "Tico records".

Il y a eu quelques autres albums remarquables, en particulier ceux de Larry Hall et de Chris Columbo avec le tube mineur "Summertime", mais la plupart des sorties ont été des ragots typiques. Ils ont publié des albums avec des artistes "connus" comme Bobby Rydell, Brook Benton, Ray Charles, Ivory Joe Hunter, Memphis Slim, et d'autres, mais il s'agissait généralement de titres enregistrés au début de la carrière des artistes, et non d'exemples de leur travail actuel. Des artistes comme Don Cherry, Texas Jim Robertson, Joe Zawinul, Pete Terrace et Karen Chandler ont connu quelques succès au cours de leur carrière, mais les albums de Strand n'étaient pas ces succès. Des musiciens de session comme Billy Mure et Specs Powell ont beaucoup faire pour la reconnaissance du "Strand Records".
Mais en 1961 et surtout début 1962, le cha-cha-cha qui a connu un très gros essor sur les piste de danse depuis 1954 et l’arrivée des premiers Lp 10 inch s’essouffle lourdement et est surtout victime de la concurrence effrénée de la vague déferlante des nouveaux styles musicaux : Twist, Rock, Madison, Surf, Pachanga, salsa, Soul… L’ensemble des danses jazz telles que le boléro, le mambo et donc le cha-cha-cha ne passionnent plus les jeunes qui veulent des danses qui bougent plus et d’ailleurs, il ne sortira pas de disques majeurs à succès pour relancer ce genre musical sur les pistes de danse.
Entre fin 1963 et 1965, Strand Records a de plus en de mal à séduire du fait de sa réputation et arrive de moins en moins à générer de nouveau projets, la numérotation de série se termine avec l’album SL/SLS-1130 - Nina Simone : "Nina Simone/Pat Thomas" (130e album de cette série).
Cette mauvaise expérience et le succès très mitigé de l’album le conduiront à changer de nouveau de label pour signer chez Colpix Records,. Coup sur coup, Il réalise 2 albums : Sabrosa y Caliente (Hot & Spicy) et Viejos Pero Buenos - Latin Oldies But Goodies. Ces albums illustrent bien la transition entre le Latin jazz, les rythmes afro-cubains et la salsa naissante. Pete Terrace délaisse de plus en plus les sonorités classiques du jazz pour se laisser porter vers les ingrédients du boogaloo et de la salsa. Leur production est assurée par Don Costa Productions Inc.
Neuf titres de l'album Sabrosa y Caliente (Hot & Spicy) ont été sélectionnés pour figurer parmi les 28 que compte le Best of Pete Terrace : El Rey de la Salsa sorti en 2009 chez Rareza Music : il s'agit de la plus importante sélection et cela nous montre réellement le côté précurseur, fondateur de ce disque, qui, rappelons-le, est sorti en 1962.
Fin 1965, début 1966, presque tous les titres de la maison de disques Colpix ont été épuisés et sans aucune réédition. Colpix Records est dissous en même temps que la création de Colgems Records. Un seul album de Colpix a été réédité sur Colgems, la bande originale du film "Lawrence d'Arabie" de 1962.
La nouvelle compagnie créée "Colgems Records", est une entreprise commune entre la société cinématographique Columbia-Screen Gems et RCA Records, développée pour éditer les disques des Monkees et d'autres artistes de Screen Gems. La maison de disques abrite également les enregistrements des bandes sonores de diverses productions de Columbia Pictures, dont les plus célèbres sont Oliver ! et le préféré des audiophiles Casino Royale. RCA y joue le rôle de fabricant et de distributeur pour Colgems, les pressages en dehors des États-Unis étant publiés sur le label RCA lui-même.
Face à cette situation assez rocambolesque, notre vibraphoniste bien que talentueux se retrouve sans éditeur phonographique, et malgré le succès de ses 2 albums, Pete Terrace va devoir une nouvelle fois changer de maison de disques.

### El Nuevo Pete Terrace
Faisant une pause dans sa carrière musicale, à partir de 1964, il décide de reprendre ses études avec une formation musicale longue et solide pour faire évoluer son style en se remettant en question.
En 1966, il devient ainsi diplômé du prestigieux Juilliard Conservatory of Music avec mention et obtient son master l'année suivante.
Mais dès 1965, Pete Terrace écrit seul cinq nouvelles compositions et s’entoure aussi de talents reconnus tel que Rafael Hernández pour "Yo no se", Marty Sheller pour "Arriba Chico", mais aussi d’un débutant talentueux José Antonio Méndez pour le titre "Mi amor divine". Rafael Hernández décèdera le 11 décembre 1965, et ne pourra entendre son titre enregistré par Pete.
Pour la sortie de son nouvel album El Nuevo Pete Terrace, Terrace signe avec la maison de disques Scepter Records qui possède ses propres studios, les "Bell Sound Studios" : studios d'enregistrement et de mastering basés à New York, qui viennent de déménager en 1965 sur la 54e rue ouest afin d’être regroupés en un seul lieu plus vaste et pour y rester jusqu’en 1976. Le Bell Sound était présenté comme un studio de pointe à l'époque où de grands labels tels que Capitol, qui avaient la possibilité de produire leurs propres disques, faisaient appel à leurs services. L’immeuble des compagnies "Bell Sound Studios, Inc." et de "Scepter records" est un endroit très connu à New-York, il avait hébergé le nightclub "Studio 54", une ancienne boîte de nuit et actuellement devenue un théâtre de Broadway, situé au 254 West 54th Street, entre la 8e Avenue et Broadway dans le Midtown Manhattan, à New York. Le bâtiment a ouvert ses portes en 1927 sous le nom de Gallo Opera House. Il a fonctionné comme un lieu de divertissement sous différents noms jusqu'en 1942, lorsque CBS a commencé à l'utiliser comme studio de radio et de télévision appelé Studio 52.
À cette époque, Scepter Records a signé avec beaucoup de succès The Shirelles, Dionne Warwick, Art Farmer et chaichait à avoir des talents dans différents styles musicaux de la soul et du rythm and blues. Pete Terrace tombait à point pour élargir cette palette d’offre en tentant une incursion vers le latin jazz.
Les 12 titres sont donc enregistré courant 1966 aux studios de "Scepter" avec les ingénieurs du son de la maison.
Pour continuer à insuffler de la nouveauté, la pochette de l’album sera travaillé et signé par un grand designer "pochettiste" de l’époque Burt Goldblatt,
Le liner-notes est signé par Kal Rudman, rédacteur en chef R&B du "Record World Magazine" : autant dire encore une belle signature pour assurer la promotion de ce nouveau Pete Terrace. Son style musical évolue vers ce que certains qualifient de "Latin soul".
Chez Scepter, on aimerait bien que l'on pense qu'il s'agit d'un album de boogaloo pour surfer avant l'heure sur la vague du succès de 1967. Une reprise réussie en version latine jazz de titres comme Louie Louie de Richard Berry, le nouveau titre de Tom Jones It's Not Unusual sortie en 1965 dans une version instrumentale inattendue, ou en encore le récent succès Shangri-La du harpiste Robert Maxwell avec une omniprésence du vibraphone de Terrace nous en démontrent pourtant parfois tout le contraire pour revenir à l'essentiel du courant New York Latin jazz, l'autre son du Latin jazz dont il est l'un des plus vieux représentants.
Ce disque est considéré aujourd'hui avec le recul comme étant son album studio de boogaloo, bien qu'il soit sorti avant la création de ce mouvement musical éphémère de la musique latine et issu du jazz.
Cette même année 1967 sera celle de sa consécration musicale avec l'album King of the Boogaloo enregistré en live au club new-yorkais Chez José sous la direction de Dave Miller et Marty Wilson. Ce dernier participe à la composition de 8 titres sur les 12 enregistrés et deviendra aussi le producteur de l'album pour la maison de disques Alshire Records, Somerset Records (Allemagne) et Disques Vogue (France). Le succès international de ce disque est dû à l'explosion d'une nouvelle danse sur la fin de l'année 1966 dans le Spanish Harlem de New York : le boogaloo, mélange d'ingrédients épicés de la soul et d'exaltations du Latin jazz.

### La formation de Mio International Records à New York

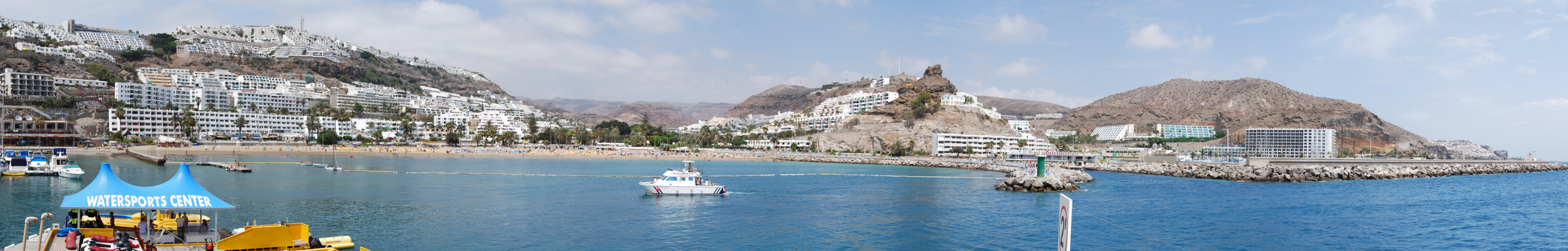
Puerto-Rico : une île mais aussi toute la richesse d'un univers propice au développement de musiques latines. Pete Terrace donne ici rendez-vous à la musique pour mieux renouer avec ses racines parentales.

Avec l'argent gagné de son album live King of the Boogaloo, et à la suite du déclin d'intérêt soudain des musiques latines vers la fin des années 1960, il fonde, probablement autour de 1969, tout comme Cal Tjader, son propre label Mio International centré sur la publication de disques de musiques latines, jazz, afro-cubaines portoricaines.
Pete Terrace envisage alors, au travers de sa notoriété internationale, de faire découvrir la musique portoricaine à New York, ville où est basée cette nouvelle maison de disques. Pour cela, il signe des artistes portoricains : Eddie Hernandez, Louie Rey, Orquesta Miramar, Trio Modelo with the San Juan String, Buster Salazar…
Bien que d'une durée de vie commerciale très éphémère, elle connaitra un succès d'estime avec la publication de l'album My Ghetto de Kent Gomez and his Orchestra. Elle assure aussi et surtout la publication des albums de Pete Terrace sous son propre nom : ce dernier souhaite relancer sa carrière musicale malgré la désaffection du public de l'époque pour ce genre de musique en tentant de prendre le virage de la salsa.
Il tente ainsi un comeback sur le devant de la scène musicale en publiant une première série d'enregistrements studio très réussis, sélection faite de boléro latin, de mambo et de boogaloo puis une compilation basée très largement sur (toujours) l'album King of the Boogaloo espérant un vain succès qui aurait pu sauver sa maison de disques de la faillite. Mais celui-ci n'arrivera pas et précipe alors Pete Terrace vers une sortie de la scène qui s'avèrera définitive courant 1971.
Le label Mio International publiera ainsi donc fin 1969 jusqu'en 1971 huit disques LP 33 et un single EP 45 2 titres : Kent Gomez & His Orchestra Your Thigh / Think It Over.
Après avoir digéré ses déboires et cette perte de notoriété subite, Pete Terrace se retire de la scène, et retombe dans l'anonymat pour redevenir Pedro / Peter Gutierrez et exercer la médecine à Puerto Rico.
Mio International Records marque donc d'une manière indélébile l'issue de sa carrière en constituant à la fois un nouveau début, mais aussi une fin musicale impromptue en soi. Et ce n'est sans aucun doute pas comme cela qu'il l'avait imaginé en allant à Puerto Rico signer des artistes dont il avait auditionné pourtant le talent.

### Pete et Ray Terrace: des musiciens, mais aussi des frères
Dans les années 1960, Pete Terrace a été régulièrement aussi associé au nom de son frère cadet Ray Terrace qui avait choisi le même patronyme familial pour se produire sur scène et enregistrer. Chacun avait sa propre carrière : Ray, batteur et percussionniste doué, a enregistré aussi des albums de Latin jazz et de boogaloo notamment le LP Home of Boogaloo chez Tower Records avec lui aussi Marty Sheller et Willie Torres au chant. Pete a réalisé les arrangements de plusieurs de ses albums.
A posteriori, certains considèrent que ce pseudonyme anglicisé a peut-être été un désavantage pour la suite à donner à leur carrière après la fin du boogaloo. Près de 40 années après leurs succès, ils demeurent au travers des enregistrements qu'ils laissent 2 excellents musiciens de Latin jazz : l'un, vibraphoniste, et l'autre, batteur - percussionniste, au service d'une musique qu'ils voulaient tous deux chaleureuse.

## Quelques précisions sur sa musique

### Style de composition, d'arrangement et de jeu musical
L'itinéraire musical de Pete Terrace est particulièrement intéressant à reconsidérer, en effet, il traverse en diagonale l'univers des musiques latines depuis le jazz, pour ainsi suivre les courants qui le mèneront jusqu'à la salsa. Il est ainsi aisé en l'écoutant de percevoir les évolutions de sons, de musicalités et de rythmiques.
Jazz, musique latine, Latin jazz, mambo, jazz afro-cubain, boléro, cha-cha-cha, pachanga, boogaloo, salsa.
Il excelle au Vibraphone, mais on peut le retrouver à la Batterie, au bongo, ou encore aux Percussions.
Pete terrace est l'un des plus vieux représentants du courant New York Latin jazz. Il est considéré comme l'un des meilleurs compositeurs arrangeurs de latin jazz.

### Les compositeurs de son répertoire d'interprétation
Joe Loco, Echavarria, Robert Maxwell, Pérez Prado, José Curbelo, Chano Pozo, Jimmy Sabater, Joe Cuba, Rene Hernandez, Ray Perez…
Marty Sheller, Marty Wilson et Pete Terrace lui-même.

### Une singularité concernant ses albums
Deux albums et une compilation présentent une couverture très similaire et prêtant à confusion, il s'agit de :
1. PT : Pete Terrace and His Orchestra (1969 - 10 titres studio)
2. El Rey De La Salsa (1971 - 8 titres studio ? sorti en CD seulement à priori)
3. The Best of Pete Terrace - El Rey De La Salsa (2007 / Compilation 28 titres couvrant la période 1955 à 1971)

## Discographie

### Enregistrements au format LP 33
Comme vibraphoniste pour Joe Loco et Joe Loco Quintet
| Dernière session | Nom de l'album LP (format LP 10" / Mono) | Label        | Références discographiques | Évaluation Hip Wax           |
| ---------------- | ---------------------------------------- | ------------ | -------------------------- | ---------------------------- |
| 1952             | Mambos, Volume 1                         | Tico Records | Tico LP 109                |                              |
| 1952             | Mambos, Volume 2                         | Tico         | Tico LP 111                |                              |
| 1953             | Mambos, Volume 3                         | Tico         | Tico LP 121                | (Pas de notation disponible) |
| 1953             | Mambos, Volume 4                         | Tico         | Tico LP 122                | (Pas de notation disponible) |
| 1954             | Mambo Dance Favorites, Volume 5          | Tico         | Tico LP 123                |                              |
| 1954             | Mambo USA                                | Tico         | Tico LP 129                | (Pas de notation disponible) |
| 1955?            | Instrumental Mambos                      | Tico         | Tico LP 132                |                              |

Sous le nom de formation Pete Terrace Quintet avec Joe Loco
| Dernière session | Nom de l'album LP (format LP 10" et 12" / Mono)       | Label           | Références discographiques                       | Évaluation Hip Wax |
| ---------------- | ----------------------------------------------------- | --------------- | ------------------------------------------------ | ------------------ |
| 1954             | Going Loco : Pete Terrace Plays Joe Loco Arrangements | Fantasy Records | Fantasy F 3-203 (LP 10") Fantasy F 3280 (LP 12") |                    |
| 1955             | Invitation to the Mambo                               | Fantasy         | Fantasy F 3-215 (LP 12")                         |                    |
| 1955             | The Pete Terrace Quintet                              | Fantasy         | Fantasy F-3234 (LP 12")                          |                    |

Sous son propre nom Pete Terrace
| Dernière session | Nom de l'album LP (format LP 12" Mono et Stéréo)                                              | Label                            | Références discographiques                                 | Évaluation Hip Wax           |
| ---------------- | --------------------------------------------------------------------------------------------- | -------------------------------- | ---------------------------------------------------------- | ---------------------------- |
| 1956             | A Night in Mambo Jazzland                                                                     | Tico Records                     | Tico LP 1023 (Mono) Tico SLP 1023 (stéréo)                 |                              |
| 1956             | Mambo-Jazz Retitré The Nearness Of You                                                        | Tico                             | Tico LP 1028 (Mono) Tico SLP 1028 (stéréo)                 |                              |
| 1957             | Tito Puente, Pete Terrace & Tito Rodriguez : Basic Cha Cha Cha                                | Tico                             | Tico LP 1032 (Mono) Tico SLP 1032 (stéréo)                 |                              |
| 1957             | Cha Cha Cha in New York                                                                       | Tico                             | Tico LP 1036 (Mono) Tico SLP 1036 (stéréo)                 |                              |
| 1957             | Avec The Latin Boys Under the direction of Peter Gutierrez : What a Night for the Cha Cha Cha | Tico                             | Tico LP 1040 (Mono) Tico SLP 1040 (stéréo)                 |                              |
| 1958             | Pete with a Latin Beat                                                                        | Tico                             | Tico LP 1050 (Mono) Tico SLP 1050 (stéréo)                 |                              |
| 1959             | My One & Only Love                                                                            | Tico                             | Tico LP 1057 (Mono) Tico SLP 1057 (stéréo)                 |                              |
| 1960             | Cole Porter in Latin America                                                                  | Tico                             | Tico LP 1063 (Mono) Tico SLP 1063 (stéréo)                 |                              |
| 1961             | Baila la Pachanga                                                                             | Tico                             | Tico LP 1082 (Mono) Tico SLP 1082 (stéréo)                 |                              |
| 1962             | Dance Percussion Around the World Cha Cha Cha                                                 | Strand Records                   | Série Elite Strand SL-1032 (mono) Strand SLS-1032 (stéréo) |                              |
| 1962             | Sabrosa y Caliente (Hot & Spicy)                                                              | Colpix Records                   | Colpix CP 430M (Mono) Colpix SCP-430 (Stéréo)              |                              |
| 1963             | Viejos Pero Buenos (Latin Oldies But Goodies)                                                 | Colpix                           | Colpix CP 432M (Mono) Colpix SCP-432 (Stéréo)              |                              |
| 1965             | El Nuevo Pete Terrace                                                                         | Scepter Records                  | Scepter SRM-539 (Mono) Scepter SPS-539 (stéréo)            |                              |
| 1967             | King of the Boogaloo (Live at "Chez José" in New York) (ekk)                                  | Somerset Records Alshire Records | Somerset 646 Alshire ASR 101 & SF-31400                    |                              |
| 1968 ?           | More From the King of the Boogaloo                                                            | Somerset Records Alshire Records | Somerset 6?? Alshire ASR 1??                               | (Pas de notation disponible) |
| 1969             | PT : Pete Terrace and His Orchestra                                                           | Mio International Records        | Mio MSC-1004                                               |                              |
| 1971             | El Rey De La Salsa                                                                            | Mio International Records        | Finalement sorti chez CD Discos                            | (Pas de notation disponible) |

### Enregistrements et extraitsMicrossillonsau format EP 78 (2 titres)
Toutes formations confondues (intitulé en colonne de droite)
| Année de sortie | Faces et Chansons de l'EP 78                       | Label        | Références discographiques      | Éléments complémentaires Évaluation Hip Wax |
| --------------- | -------------------------------------------------- | ------------ | ------------------------------- | ------------------------------------------- |
| 1950's ?        | A1. Sweet and lovely B1. Slaughter on Tenth Avenue | Tico Records | Tico TR 827 / TR 828            | (Joe Loco, his piano & quintet.)            |
| 1950's ?        | A1. Flamingo B1. You're too marvelous for words    | Tico Records | Tico TR 936 / TR 940            | (Joe Loco, his piano & quintet.)            |
| 1950's ?        | A1. … B1. Poor people o Paris                      | Tico Records | Tico 10-351 (TR 122… / TR 1221) | (Pete Terrace Quintet)                      |
| 1950's ?        | A1. Shangrila B1. Soon                             | Tico Records | Tico 10-351 (TR 1222 / TR 1223) | (Pete Terrace Quintet)                      |
| 1950's ?        | A1. Watch Your Step B1. …                          | Tico Records | Tico 10-352 (TR 122? / TR 122?) | (Pete Terrace Quintet)                      |

### Enregistrements et extraitsSingleau format EP 45 (7" inch / 2 titres)
Toutes formations confondues (intitulé en colonne de droite)
| Année de sortie | Faces et Chansons de l'EP 45                                      | Label                               | Références discographiques           | Éléments complémentaires Évaluation Hip Wax |
| --------------- | ----------------------------------------------------------------- | ----------------------------------- | ------------------------------------ | ------------------------------------------- |
| 1952 ?          | A1. Mambo Mr.blues B1. …                                          | Tico Records                        | Tico 45 - 169                        | (Joe Loco And His Quintet)                  |
| 1952 ?          | A1. Matty Singer Mambo B1. …                                      | Tico                                | Tico 45 - 173                        | (Joe Loco And His Quintet)                  |
| 1952 ?          | A1. Colony Mambo B1. …                                            | Tico                                | Tico 45 - 176                        | (Joe Loco And His Quintet)                  |
| 1952 ?          | A1. Sweet & Lovely B1. …                                          | Tico                                | Tico 45 - 198                        | (Joe Loco And His Quintet)                  |
| 1953            | A1. Gee B1. El Baion                                              | Tico                                | Tico 45 - 208                        | (Joe Loco And His Quintet)                  |
| 1953            | A1. There’ll Be Some Changes Made B1. I Only Have Eyes For You    | Tico                                | Tico 45 - 210                        | (Joe Loco And His Quintet)                  |
| 1953            | A1. Apple Blossom Time B1. Way Down Yonder In New Orleans         | Tico                                | Tico 45 - 220                        | (Joe Loco And His Quintet)                  |
| 1953            | A1. I Love Paris B1. Tremendo Cha Cha-sol                         | Tico                                | Tico 45 - 221                        | (Joe Loco And His Quintet)                  |
| 1953            | A1. Hallelujah B1. Cha-Cha-Cha no 5                               | Tico                                | Tico 45 - 222                        | (Joe Loco And His Quintet)                  |
| 1953            | A1. Goody Goody B1. …                                             | Tico                                | Tico 45 - 225                        | (Joe Loco And His Quintet)                  |
| 1953            | A1. Skokiaan B1. …                                                | Tico                                | Tico 45 - 229                        | (Joe Loco And His Quintet)                  |
| 1954            | A1. Invitation B1. Dinah                                          | Fantasy Records                     | Fantasy 537                          | (Pete Terrace Quintet)                      |
| 1956            | A1. The King of Latin Jazz: Soon B1. Watch Your Step              | Tico                                | Tico 45 - 352                        | (Pete Terrace & his Quintet)                |
| 1956            | A1. The Vibe Express B1. Bacalo with Papa                         | Tico                                | Tico 45 - 358                        | (Pete Terrace & his Orchestra)              |
| 1956            | A1. Tonight B1. …                                                 | Tico                                | Tico 45 - 367                        | (Pete Terrace & his Quintet)                |
| 1956            | A1. Pete's Beat B1. Ding Dong                                     | Tico                                | Tico 45 - 375                        | (Pete Terrace & his Quintet)                |
| 1957            | A1. Times Square Cha Cha Cha B1. Empire State Cha Cha             | Tico                                | Tico 45 - 383                        | (Pete Terrace And His Orchestra)            |
| 1957            | A1. Cha Cha Cha in New York B1. 42nd St. Cha Cha Cha              | Tico                                | Tico 45 - 387                        | -                                           |
| 1957            | A1. Greenwich Village Mambo B1. Broadway Mambo                    | Tico                                | Tico 45 - 389                        | -                                           |
| 1957            | A1. La Mucura (Inédit en LP) B2. Chocolate Cha Cha Cha            | Tico                                | Tico 45-400                          | (The Latin Boys)                            |
| 1962            | A1. Niana B1. You Are My Sunshine                                 | Colpix Records                      | Colpix 628 et Colpix CP 15027        | (Pete Terrace and His Orchestra)            |
| 1962            | A1. Coco seco B1. Poinciana                                       | Colpix                              | Torchlite Series Colpix TL-119       | ("Latin Pete" Terrace)                      |
| 1962            | A1. Adela B1. La Mucara                                           | Colpix                              | Torchlite Series Colpix TL-120       | ("Latin Pete" Terrace)                      |
| 1962            | A1. Umo B1. El Jamaiquino                                         | Colpix                              | Torchlite Series Colpix TL-121       | ("Latin Pete" Terrace)                      |
| 1962            | A1. Baila La Pachanga B1. Pachanga Pa Ti                          | Colpix                              | Torchlite Series Colpix TL-122       | ("Latin Pete" Terrace)                      |
| 1965            | A.1 Ritmo Moderno (Last Night Out) B.1 El Guacango (Mambo Puerto) | Audio Spectrum Records              | Audio Spectrum AS-4518               | (Pete Terrace Con Su Orquesta)              |
| 1967            | A.1 King of the Boogaloo B.1 At the Party                         | Somerset Records                    | Somerset S 1001                      | -                                           |
| 1967            | A.1 Shot gun B.1 El Pito                                          | Alshire Records                     | Alshire AS 4502                      | (Pete Terrace - King of the Boogaloo)       |
| 1967            | A1. Ritmo moderno B1. El Guaguanco                                | Alshire Records                     | Alshire AS 4518                      | (Pete Terrace con su orquesta)              |
| 1967            | A1. At The Party B1. No! No! No!                                  | Pye International (Alshire Records) | PYE 7N-25427 +(copie promotionnelle) | (Pete Terrace - King of the Boogaloo)       |
| 1967            | A1. Shot gun boogaloo B1. I'm gonna make it                       | Pye International (Alshire Records) | PYE 7N-25540                         | (Pete Terrace - King of the Boogaloo)       |
| 1967            | A1. Do the boogaloo B1. Shogun the boogaloo                       | Disques Vogue (France)              | Vogue International INT.18138        | (Pete Terrace et son Orchestre)             |
| 1969            | A.1 Deadalus B.1 Now                                              | Mio Records                         | Mio 102                              | (Pete Terrace Sextet)                       |

NB : Il manque certainement à cette discographie EP des enregistrements parus au format Microsillons 78 entre 52 et 55 dont pour l'instant il n'existe pas de trace visible.

### ExtraitsSingleau format EP 45 (4 titres)
- 19?? : Hot Cha Cha[70] (compilation multi-artistes de Cha-cha-cha) ∫ Tico Records / EP Tico 4004
- 19?? : Ojo de Canela[71]∫ références discographiques inconnues
- 1962 : Latin Pete Terrace : Poinciana[72] (édition espagnole) ∫ Colpix Records - Produccion Discophon / Discophon 27124
- 1967 : Pete Terrace et son Orchestre : Le Boogaloo[73] ∫ Disques Vogue /Vogue International INT.18138

### Compilations LP et rééditions CD
| Parution | Nom de l'album (LP) ou (CD (format LP 12" / CD) | Label                     | Références discographiques                    | Évaluation Hip Wax           |
| -------- | --- | ------------------------- | --------------------------------------------- | ---------------------------- |
| 1959     | Compilation d'artistes multiples Highlights of the big sounds for February '59 (Contains previously released material."Promotional copy - Not for sale.") | Roulette                  | Roulette n°?                                  | (Pas de notation disponible) |
| 1960     | Joe Loco The Best Of Joe Loco | Fantasy Records           | Fantasy F-3303 (Mono) Fantasy F-8048 (Stéréo) | (Pas de notation disponible) |
| 196?     | Réédition Cole Porter in Latin America (série Low Budget For Supermarkets)                                                                                | Forum Records             | Forum SF 9041 (Réédition de Tico LP-1063)     | (Pas de notation disponible) |
| 196?     | Compilation d'artistes multiples Cha Cha Cha Carnival (série Low Budget For Supermarkets)                                                                 | Forum                     | Forum SF 9051                                 | (Pas de notation disponible) |
| 1971     | Latin Soul (compilation) Réédition 7 titres Live + 3 instrumental Studio                                                                                  | Mio International Records | Mio MSC-1008                                  |                              |
| 1971     | "De Leve Bis" (compilation) Réédition 7 titres Live + 3 instrumental Studio titres de l’album Mio MSC-1008 (ordre différent - Edition brésilienne)        | Joda Records LPI 702      | Joda LPI 702                                  | [ 76 ]                       |
| 1997     | Joe Loco featuring Willie Bobo & Mongo Santamaria Locomotion                                                                                              | Warner music France       | WE 833 (Fantasy FCD247332)                    | (Pas de notation disponible) |
| 1999     | Pete with a Latin Beat (Réédition de l'album paru chez Tico Records en 1958. Et nouvelle réédition en 2006)                                               | Fania Records             | Fania Special 1050                            | (Pas de notation disponible) |
| 2007     | The Best of Pete Terrace El Rey De La Salsa (compilation 28 titres)                                                                                       | Rareza Music              | CD ?                                          | (Pas de notation disponible) |
| 2008     | Pete Terrace & His Orchestra Sabrosa Y Caliente (Réédition de l'album avec 6 titres Best of)                                                              | Melodias Records (import) | Melodias CD 0045                              | (Pas de notation disponible) |
| 2008     | Pete Terrace & His Orchestra Viejos Pero Buenos (Latin Oldies But Goodies) (Réédition de l'album avec 6 titres Best of)                                   | Melodias                  | Melodias CD 0046                              | (Pas de notation disponible) |
| 2008     | Pete Terrace The Best of Pete Terrace | Reyes                     | REYES CD 226535                               | (Pas de notation disponible) |

## Une sélection représentative de sa carrière musicale
Un premier choix d'albums pour découvrir cet artiste Latin jazz de mambo, de Latin jazz, de cha-cha-cha, de pachanga et de boogaloo aux multiples facettes musicales.
1. A Night in Mambo Jazzland
2. Baila la Pachanga
3. Sabrosa y Caliente (Hot & Spicy
4. King of the Boogaloo (live)
5. PT : Pete Terrace and His Orchestra
Quelques titres représentatifs de son œuvre phonographiqueShangri-La, Stella by starlight, Kim's Cha Cha Cha, Bang Bang, El Pito…
Étant pour l'instant assez peu réédité et faiblement diffusé au format CD, on peut éprouver des difficultés à retrouver l'intégralité de sa discographie.